# Drahtbrücke

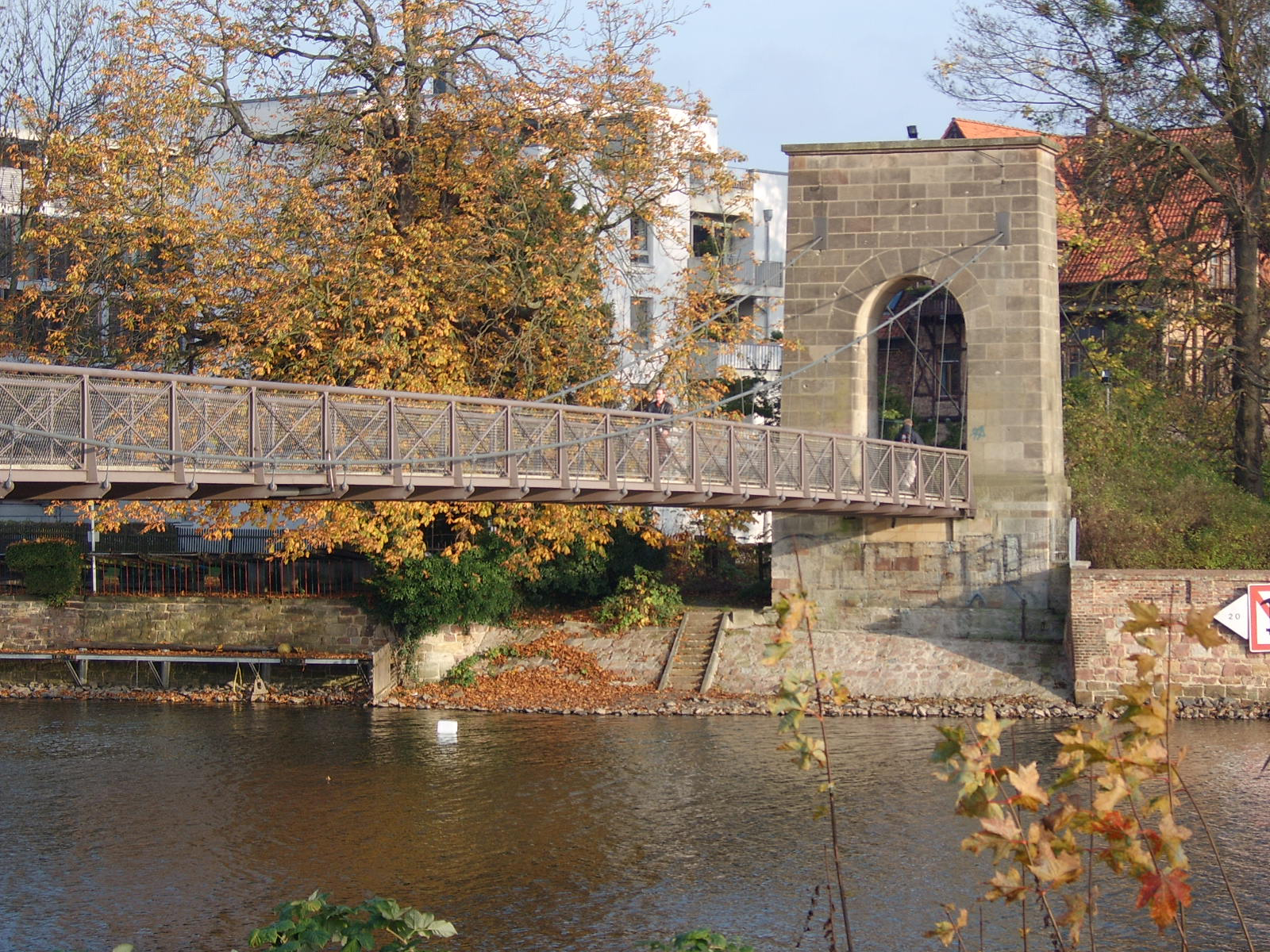
Die Drahtbrücke mit ihrem östlichen Kopf vom Auedamm aus

Die Drahtbrücke befindet sich in Kassel in Nordhessen (Deutschland). Die als Hängebrücke ausgeführte Fußgängerbrücke überspannt seit 1870 die Fulda in Kassels Innenstadt.

## Geografie
Die Hängebrücke über der Fulda, deren Spannweite 84 Meter misst, wurde 1870 als Fußgängerbrücke errichtet. Sie liegt direkt nördlich der 1926 erbauten Hessenkampfbahn und darf auch von Radfahrern genutzt werden. Durch die Brücke bekam der Auedamm am Nordende der Karlsaue eine Verbindung zur damals dicht bebauten Unterneustadt und diese neben der Fuldabrücke eine weitere Verbindung zum Stadtteil Mitte und damit zur Innenstadt.

## Geschichte

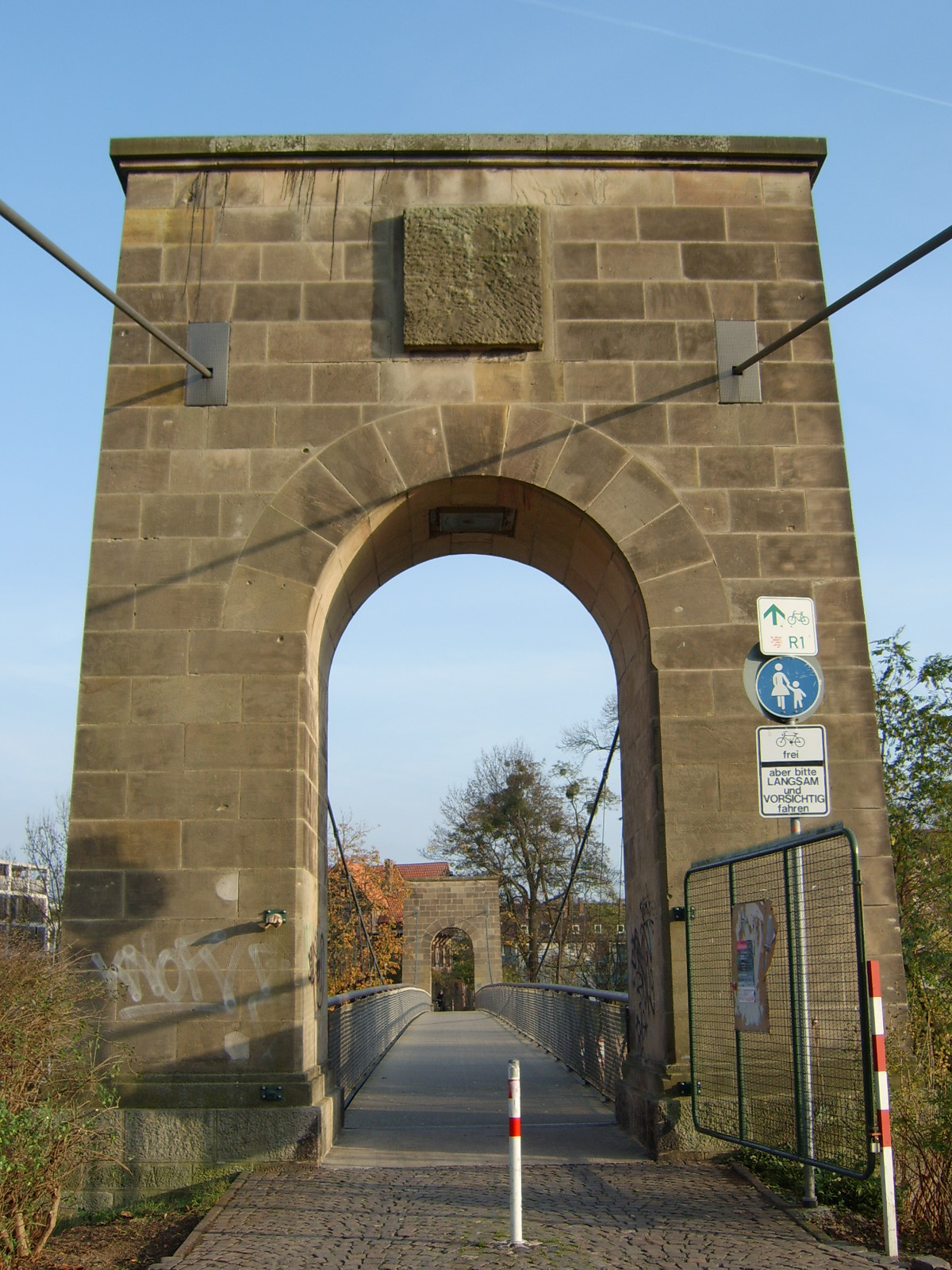
Pylon der Drahtbrücke

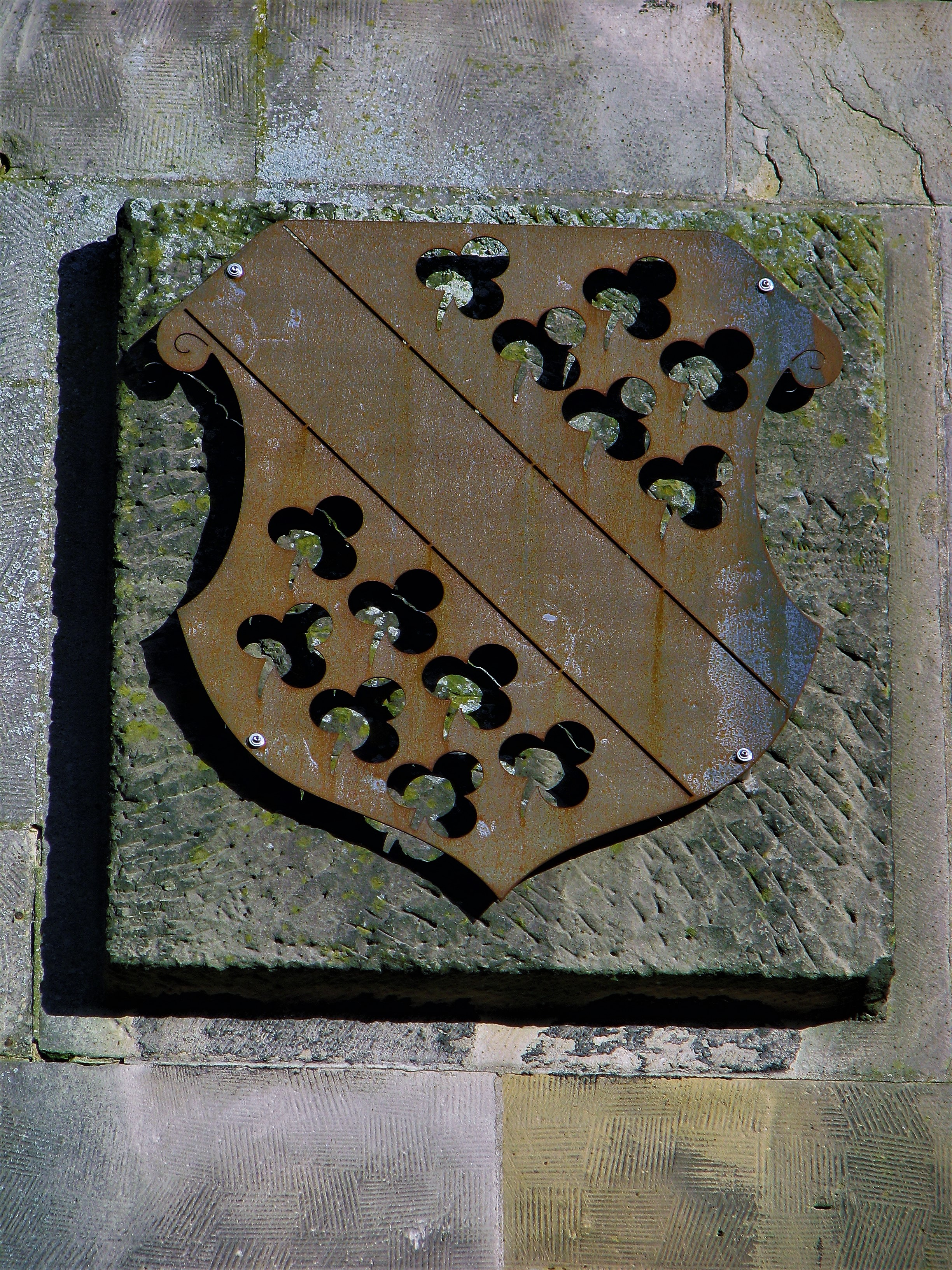
Stadtwappen am westlichen Pylon der Drahtbrücke

Nachdem unter Landgraf Friedrich II um 1770 die alte Stadtbefestigung geschleift wurde, errichtete man alljährlich im Sommer an der Stelle der heutigen Brücke eine Schiffsbrücke. Diese Verbindung, die bis in die 1840er Jahre bestand, wurde später durch eine Fähre ersetzt. Aus dem Jahre 1813, als Kassel Hauptstadt des napoleonischen Modellstaats Westphalen war, haben sich zwei Entwurfszeichnungen für eine dreibögige Steinbrücke zur projektierten „Ville commerçale“ erhalten. Sie gehen auf Planungen von Heinrich Christoph Jussow zurück und sind an der Stelle der heutigen Brücke angesiedelt. (Staatliche Museen Kassel, Graphische Sammlung, Inv. GS 6305, 6328)
Die Drahtbrücke, deren Drahtsystem an zwei Pylonen aufgehängt ist, wurde am 1. November 1870 dem Fußgängerverkehr übergeben. Die Brückenkonstruktion wurde von Henschel gebaut. Weil sie vorerst in Privatbesitz war, musste bis zum 31. März 1896 jeder bezahlen, der darauf die Fulda überqueren wollte: Fußgänger 3 Pfennig und Reiter 3 Silbergroschen. Seit dem 1. April des gleichen Jahres, als sie zum Eigentum der Stadt wurde, ist ihre Überquerung kostenlos.
Im Winter 1940 wurde die Brücke durch die von den Eismassen weggerissene Badebrücke schwer beschädigt, so dass ihre Gehwegsegmente und die beiden Brückenpylone durch ähnliche aber größere Neubauten ersetzt werden mussten. Somit ist die Brücke einer der wenigen Profanbauten Kassels, der im Zweiten Weltkrieg errichtet wurde. Während dieses Kriegs wurde die Drahtbrücke am 17. Mai 1943 von einem starken Hochwasser heimgesucht, nachdem die Staumauer des Edersees um kurz vor 2:00 Uhr durch einen britischen Fliegerangriff zerstört wurde. Darauf ergossen sich rund 160 Mio. m³ Wasser durch das Eder- und Fuldatal über Kassel nach Norden in die Weser und damit zur Nordsee. Mit der Flut- und Schlammwelle, die ihren Höchststand etwa um 15 Uhr erreichte, trieben Tierkadaver, Baumstämme und Hausteile durch die niedrig liegenden Stadtteile, wodurch erneut Schäden an der Brücke verursacht worden sind. Durch einen Bombenangriff 1945 wurde die Brücke weiter beschädigt. Bereits 1946 konnte die Brücke wieder dem Verkehr übergeben werden.
Zwischen den 1950ern und 1997, als es in einem kleinen Teil der Unterneustadt einen Messeplatz gab, wurde die Drahtbrücke alljährlich im Juli und August von den vielen Besuchern des Kasseler Zissels überquert, die vom Messeplatz zum Veranstaltungsgelände am Auedamm oder umgekehrt liefen. Insbesondere seit dem Entfernen des nachfolgend erwähnten Zusatzpfeilers schwanken die Brückensegmente unter der Last der Menschen zumeist stark, was die Stabilität der Brücke nicht beeinträchtigt.
Nachdem die Drahtbrücke mehrfach – zum Beispiel durch Hochwasser – beschädigt worden war, musste sie häufig ausgebessert und 1955 durch einen Zusatzpfeiler in der Flussmitte verstärkt werden. 1997 wurde sie saniert, wobei neben anderen aufwendigen Arbeiten die Pylone restauriert, die Widerlagerhohlräume ausbetoniert und die Gehwegsegmente mit Betonfertigteilen versehen wurden. Weil dadurch die Eigentragfähigkeit der Hängebrücke wiederhergestellt werden konnte, wurde der Zusatzpfeiler entfernt. Nach dreimonatiger Sperrung wurde die Brücke am 20. Juni für Fußgänger und Radfahrer wieder eröffnet.